# Эмерджентная эволюция
Эмерджентная эволюция — представление об эволюции, согласно которому, новые качества — сознание и разум — появились сами по себе в результате неожиданного проявления новых особых свойств, не присущих составным частям живой системы (свойство эмерджентности).
Концепция оказала влияние на теорию систем и теорию сложности.
Получила распространение в англо-американской философии, особенно среди представителей неореализма.
Основные представители: Сэмюэл Александер, Конви Ллойд-Морган, Чарли Данбар Броуд.
Теория эмерджентной эволюции возникла в 20-х годах XX века в противовес идеализму.
Её цель — материалистически истолковать скачкообразность развития, возникновение нового.